# 鄧寧頓 (印地安納州)
鄧寧頓（英語：Dunnington）是位於美國印地安納州本頓縣的一個非建制地區。該地的面積和人口皆未知。

## 地理
鄧寧頓的座標為40°33′51″N 87°29′27″W / 40.56417°N 87.49083°W，而該地的平均海拔高度為234米（即768英尺）。